# Cal Pallejà
Cal Pallejà o Cal Marquès de Monsolís és una casa senyorial de Montgat (Maresme), catalogada com a bé cultural d'interès local.

## Història
La primera referència documental és del 1674, quan Marianna, muller del propietari, va fer de madrina al bateig del fill del masover. El seu marit Josep Pallejà, guardasiller (daurador i estampador de cuir) de Barcelona, va morir sense descendència i va llegar la finca al seu nebot polític Honorat Riera i Espinós, fill de l'argenter de Perpinyà Josep Riera, amb la condició que adoptés el cognom familiar. Destacat felipista, el 1717 rebé la condició de cavaller i noble del Principat.
Fou succeït pel seu fill Gaietà de Pallejà i Famada, jurista, que el 1732 traduí al castellà el Llibre del Consolat de Mar. El seu fill Isidre de Pallejà i de Riera (1731-1787) es va casar amb Maria Antònia de Graell i de Bosc, filla del també jurista Francesc de Graell i Padrell, i l'hereu fou Gaietà de Pallejà i de Graell (1757-1829).
El 1849, el seu net Guillem de Pallejà i d'Olzina (1819-1902) es va casar amb Maria de la Concepció de Bassa i de Saleta, II marquesa de Monsolís, i l'hereu fou Josep Maria de Pallejà i de Bassa (1864-1926), III marquès de Monsolís.

## Descripció
L'obra actual és fruit de la reforma feta als anys 1940 d'una construcció d'estil eclèctic amb elements romàntics, que es caracteritzava per una gran cúpula central i dues torres laterals cobertes amb quatre vessants molt inclinats. A la reforma se suprimiren tots aquests elements i es va refer l'edifici en un estil classicista.
Es tracta d'una gran casa senyorial envoltada d'un ampli jardí. Està formada per tres cossos: un cos central, de planta rectangular, que consta de baixos, dos pisos i una terrassa, i d'altra banda dos cossos laterals, de dimensions molt més reduïdes i d'un sol pis d'alçada. La façana és neoclàssica, amb unes pilastres d'ordre gegant que aguanten un frontó i les finestres del primer pis decorades amb un frontó semicircular. Els tres cossos estan rematats per una balustrada que limiten les terrasses superiors. Hi ha conjunts escultòrics amb figures exemptes, que decoren tots els angles superiors de l'edifici, i que utilitzen els prototipus de models clàssics.

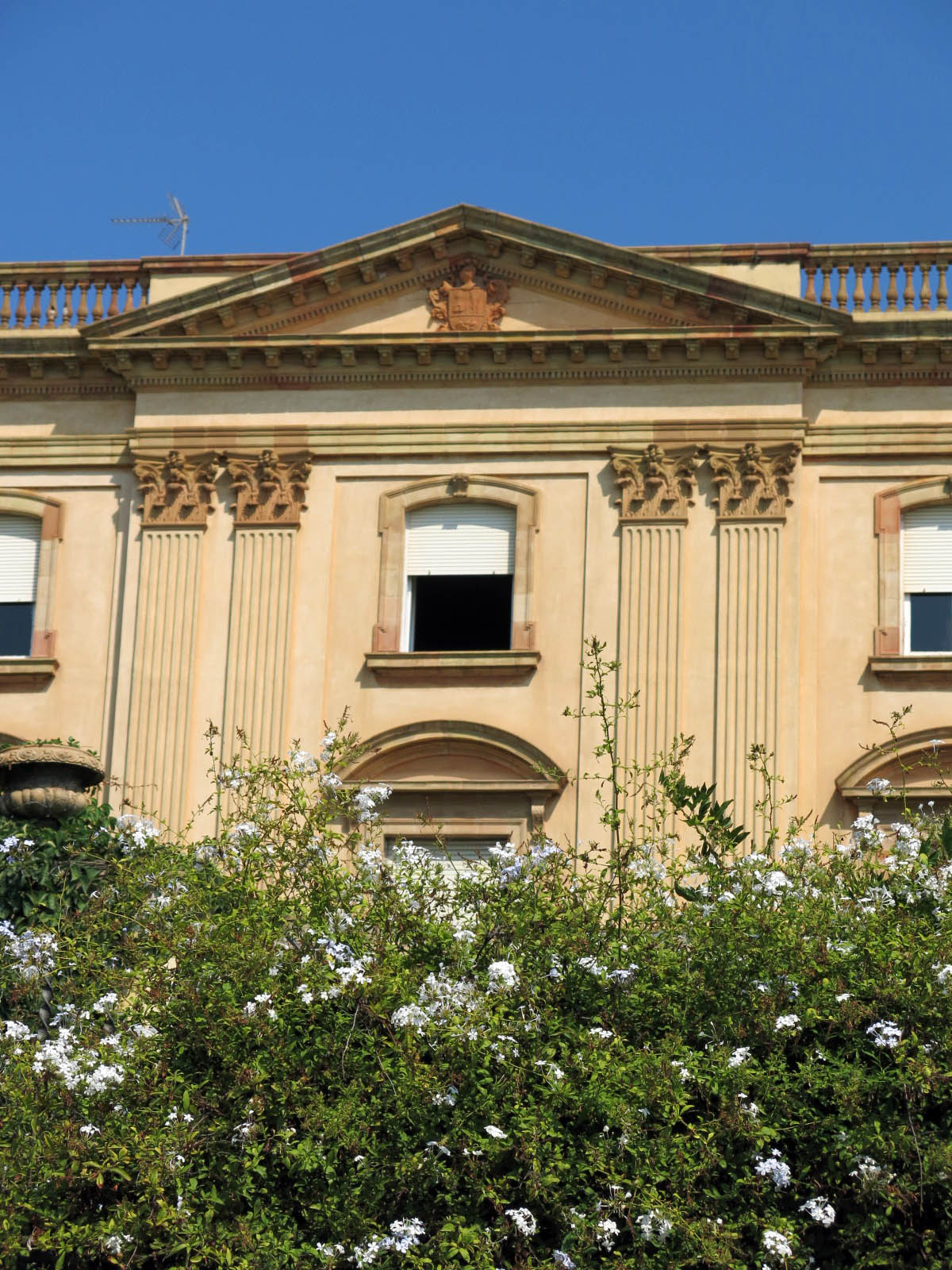
Detall de la façana neoclàssica

El jardí està voltat per un mur amb torres emmerletades i una porta de ferro d'estil historicista. Aquesta porta sobresurt de la línia del mur de tancament i està formada per un cos central el doble d'ample que les dues parts laterals. Tota la part inferior està formada per una planxa de ferro, i a la part superior dels laterals per barres de ferro acabades en punxa i reguinyols decoratius; la part central forma un teixit de línies corbes, reguinyols i un floró al bell mig. Flanquejant aquesta part central hi ha dos peus drets sobre els quals hi ha una armadura molt decorada i uns escuts.